# Aequo pulsat pede
Æquo pulsat pede es una locución latina que significa ‘Pisa con pie igual’. Están tomadas estas palabras de la sentencia que Horacio pone en una de sus odas diciendo: Pallida mors æquo pulsat pede pauperum tabernas regumque turris (la pálida muerte hiere con pie igual las chozas de los pobres y los palacios de los reyes). O, como escribe Iriarte «La muerte con pies iguales mide la choza pajiza y los palacios reales». También puede traducirse como; " La muerte hiere con el mismo pie las tabernas de los pobres y las torres de los reyes"